# Nodi lymphoidei supraclaviculares

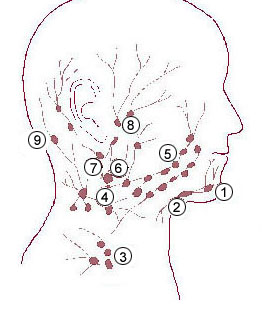
Kopf- und halslymphknoten. Nr. 3 bezeichnet die Nll. supraclaviculares

Die Nodi lymphoidei supraclaviculares sind eine Gruppe von Lymphknoten, die zwischen Schlüsselbein und Musculus omohyoideus, unter der Lamina praetrachealis der Halsfaszie, liegen. Sie nehmen die Lymphe aus dem unteren Halsbereich, der Schilddrüse, der Speiseröhre, der Luftröhre, der vorderen Mediastinallymphknoten und der tiefen Achsellymphknoten auf. Der Abfluss erfolgt über den Truncus subclavius und den Truncus jugularis.